# The Door (Teddy Swims)
The Door è un singolo del cantautore statunitense Teddy Swims, pubblicato il 14 giugno 2024 come terzo estratto dal primo album in studio I've Tried Everything but Therapy (Part 1).

## Video musicale
Il video, diretto da Blythe Thomas è stato pubblicato il 16 aprile 2024.

## Tracce
1. The Door – 3:32